# 塚本浩二
塚本 浩二（つかもと こうじ、1982年1月18日 - ）は、大阪府大阪市出身の元プロ野球選手（投手）。右投右打。NPBでは育成選手であった。

## 経歴

### プロ入り前
大阪府立豊中高等学校を卒業し、神戸大学発達科学部へ進学。学生時代には、家庭科の教員免許を取得している。近畿学生野球連盟のリーグで通算49試合に登板し21勝16敗。敢闘賞を3度受賞。大学野球部の先輩に平山勝雄がいる。
大学卒業後、社会人のワイテックに入りアンダースローに転向。ワイテックへの入社は自ら売り込んでのもので、半年で工場の現場作業から事務職に異動になったという。だが、独立リーグからNPBへの可能性を賭け、慰留を振り切る形でワイテックを退社、四国アイランドリーグ（2008年より「四国・九州アイランドリーグ」）のトライアウトを受験して合格した。

### 香川時代
2006年より香川オリーブガイナーズに入団。2007年から先発ローテーションの一角を占める。2008年1月から3月まで、四国・九州アイランドリーグとオーストラリア野球連盟の交流の一環でオーストラリア・アマチュアリーグに派遣され、所属したサーファーズ・パラダイス・ベースボールクラブでは先発の柱として活躍。帰国後は、松尾晃雅が抜けた後を埋める形でエースとなり、14勝3敗1セーブ、防御率1.26（リーグ2位）の好成績を収め、年間MVPに選ばれた。香川時代の塚本について、高知ファイティングドッグスで対戦した梶田宙は引退後に、「ストレートは130キロちょっとだったけど、下手からくるんで、実際にはもっと速く見えましたよ」と述べ、印象の強かった選手に挙げている。
同年のドラフト会議で東京ヤクルトスワローズから育成選手として指名された。神戸大学出身者がNPBから指名を受けるのは、育成選手も含めて初めてのことである。そのことに関連して、塚本自身は、大学から直接の入団ではないためNPB入りがOBの中で英雄視されるようなことはなかったと述べている。

### ヤクルト時代
2009年、春季キャンプから一軍でスタートし、練習試合等でも好投したが、シーズン開幕時には二軍となり、終了まで支配下登録には至らなかった。二軍での成績は10試合に登板、22 1/3回を投げ、1勝1敗、防御率6.04であった。
ヤクルト時代は、異質な経歴や年齢から、周囲の選手とは馴染みにくかったという。
2010年10月3日に戦力外通告を受け、10月29日に自由契約選手公示がなされた。

### ヤクルト退団後
2011年1月にアリゾナ州でおこなわれたウィンターリーグトライアウトに参加し、その結果3月14日にアメリカの独立リーグであるノース・アメリカン・リーグに属するチコ・アウトローズと契約した。5月にキャンプに合流したがロースターに入ることができず、5月18日に解雇された。その後、日本人のみによるアメリカアマチュアリーグのチームである侍オールジャパンに入団した。
同年9月10日、古巣の香川オリーブガイナーズに入団。2年振りに四国アイランドリーグplusに復帰した。公式戦では4試合、5イニングに登板して勝ち負けやセーブは記録せず、防御率は5.40であった。徳島インディゴソックスとの年間チャンピオンシップでは1勝1敗で迎えた第3戦に2番手として登板、逆転を許して敗戦投手となった。10月20日、シーズンの契約期間満了後、契約更新せず退団となることが発表された。後の取材では自分の力の限界を悟って引退を決意したという。

### 現役引退後
現役引退後は香川県で学習塾を経営する企業に就職、4年間サラリーマン生活を送る。2015年からは「ゆるい移住第1期メンバー」として福井県鯖江市に移住し、移住支援などの社会活動に携わっていた。
2019年から野球系YouTuberのチャンネル「トクサンTV」のレギュラー出演者であるアニキ（平山勝雄）の大学時代の後輩だったことから、同チャンネルや「クニヨシTV」の動画に出演し始める。次第に塚本自身もYouTubeに興味を示し、2020年1月8日に自身のチャンネル「ツカモトTV」を開設して動画を2本投稿したのち、2020年は、ルートインBCリーグ・福井ワイルドラプターズの公式YouTubeチャンネル「ワイラプTV」の運営に携わり、カメラマンと企画、編集、ナレーターをまとめて担当していた。選手にアドバイスを送ることもあったという。しかし体調を崩したことで同年中に福井を退社し、再度サラリーマン生活に戻っている。

## 詳細情報

### 年度別投手成績
- 一軍公式戦出場なし

### 独立リーグでの投手成績
四国アイランドリーグplus
| 年 度     | 球 団     | 登 板 | 完 封 | 勝 利 | 敗 戦 | セ │ ブ | 勝 率 | 投 球 回 | 与 四 球 | 与 死 球 | 奪 三 振 | 自 責 点 | 防 御 率 | 三 振 率 |
| --------- | --------- | ----- | ----- | ----- | ----- | ------- | ----- | -------- | -------- | -------- | -------- | -------- | -------- | -------- |
| 2006      | 香川      | 19    | 0     | 5     | 2     | 0       | .714  | 97.0     | 25       | 18       | 71       | 20       | 1.86     | 7.04     |
| 2007      | 香川      | 33    | 2     | 10    | 2     | 0       | .833  | 126.2    | 34       | 13       | 72       | 27       | 1.92     | 5.01     |
| 2008      | 香川      | 26    | 3     | 14    | 3     | 1       | .824  | 158.2    | 38       | 15       | 110      | 24       | 1.36     | 6.11     |
| 2011      | 香川      | 4     | 0     | 0     | 0     | 0       | ----  | 5.0      | 2        | 1        | 4        | 3        | 5.40     | 7.20     |
| 通算：4年 | 通算：4年 | 82    | 5     | 29    | 7     | 1       | .806  | 387.1    | 99       | 47       | 257      | 74       | 1.72     | 5.98     |

### 背番号
- 37 （2006年 - 2008年、2011年）
- 113 （2009年 - 2010年）